# 지방도 제815호선
지방도 제815호선은 전라남도 무안군 일로읍 월암리 월암 교차로와 함평군 함평읍 대덕리 백곡 교차로를 잇는 전라남도의 지방도이다. 일로 나들목을 통해 서해안고속도로와 연결되며 무안국제공항으로 이어지는 도로이기도 하다.
1983년에는 노선명이 '청호 ~ 청계선'이었으며, 1995년 12월 8일 노선을 연장하면서 '매월 ~ 함평선'으로 변경, 다시 1996년 11월 25일 노선을 변경하면서 '일로 ~ 함평선'이 되었다.
무안군 청계면 도대리 ~ 현경면 현경삼거리 구간은 국가지원지방도 제60호선으로 지정될 예정이다.

## 연혁
- 1983년 7월 8일 : 도로 확포장공사를 위해 무안군 일로읍 지장리 ~ 청계면 청계리 6.32km 구간 도로구역 변경[2]
- 1985년 12월 23일 : 기점을 '무안군 일로읍 청호리', 종점을 '무안군 청계면 청계리'로 명시하고 도로개량이 완료된 무안군 일로읍 오남리 ~ 청계면 청계리 8.65km 구간 도로예정지 해제[3]
- 1990년 4월 16일 : 1991년 12월까지 일로 ~ 청호간 도로(무안군 일로읍 월암리 ~ 청호리) 6.26km 구간 확포장공사 계획을 공고[4]
- 1991년 1월 10일 : 무안군 일로면 월암리 ~ 청호리 6.26km 구간 도로예정지 해제[5]
- 1992년 9월 28일 : 1993년 3월까지 감돈굴곡위험도로(무안군 청계면 월선리 ~ 몽탄면 달산리) 400m 구간 개량공사를 위해 도로구역 변경[6]
- 1995년 12월 8일 : 기존 노선을 폐지하고 기점을 '영암군 학산면 매월리', 종점을 '함평군 함평읍 대덕리'로 하여 43.9km 구간을 지방도 제815호선 '매월 ~ 함평선'으로 새로 지정[7]
- 1996년 11월 25일 : 국가지원지방도 지정으로 인해 기점을 기존 영암군 학산면 매월리에서 '무안군 일로면 월암리'로 변경함. 이에 따라 노선명을 '매월 ~ 함평선'에서 '일로 ~ 함평선'으로 변경하고 총 연장 36.5km가 됨.[8]
- 1998년 7월 20일 : 2002년 5월까지 신의 ~ 하태서간 도로 확포장공사를 위해 신안군 신이면 하태동리 ~ 하태서리 4.37km 구간과 신안군 하의면 웅곡리 ~ 대리 2.64km 구간 도로구역 변경[9]
- 2000년 2월 11일 : 2006년 1월까지 현화1교(무안군 현경면 현화리) 개축공사를 위해 330m 구간 도로구역 변경[10]
- 2000년 5월 13일 : 2001년 10월까지 무안공항 건설에 따른 대체도로 건설을 위해 무안군 망운면 피서리 4.49km 구간 도로구역 변경[11][12]
- 2000년 6월 13일 : 2004년 7월까지 여천 ~ 화양간 연륙교(여수시 화정면 백야리 ~ 안포리) 가설공사를 위해 2.38km 구간 도로구역 변경[13]
- 2001년 3월 27일 : 2003년 6월까지 감돈교(무안군 일로읍 감돈리) 개축공사를 위해 740m 구간 도로구역 변경[14]
- 2002년 7월 27일 : 2003년 12월까지 장군교(무안군 현경면 해운리) 개축공사를 위해 490m 구간 도로구역 변경[15]
- 2003년 3월 27일 : 기존 지방도 노선을 폐지하고 새로 지정[16]
- 2010년 2월 29일 : 2015년 12월까지 무안공항 진입도로(무안군 청계면 도림리 ~ 망운면 피서리) 확포장공사를 위해 8.12km 구간 도로구역 변경[17]
- 2011년 11월 25일 : 2013년 6월까지 월선교(무안군 청계면 청계리 ~ 월선리) 개축공사를 위해 150m 구간 도로구역 변경[18]
- 2013년 4월 12일 : 2013년 12월까지 복룡지구 복강교(무안군 청계면 복룡리) 개축공사를 위해 360m 구간 도로구역 변경[19]
- 2015년 1월 29일 : 2017년 2월까지 무안 월선지구(무안군 일로읍 감돈리 ~ 청계면 월선리) 개량공사를 위해 1.2km 구간 도로구역 변경[20]
- 2016년 6월 23일 : 무안공항 진입도로 공사기간을 2017년 11월까지로 연기[21]

## 주요 경유지
- 무안군
  - 일로읍 월암 교차로 - 월암리 - 일로 나들목 - 지장리 - 일로북초등학교(폐교) - 감돈교 - 감돈리
  - 몽탄면 달산리
  - 청계면 월선리 - 월선교 - 청계남초등학교 - 구암삼거리 - 위아래재 - 목포대사거리 - 청계농협 - 청계시외버스정류장 - 청계면사무소 - 청계삼거리 - 상마교 - 상마리 - 복룡리 - 강정리 - 국사고개 - 무안군 농산물종합가공지원센터(구 청계서초등학교) - 청계면도대리 교차로 - 도대보건진료소 - (교차로 명칭 미상, 지방도 제825호선과 분기) - 머구리섬
  - 망운면 톱머리해수욕장 - 피서리 - (장재) - 용교 교차로 - 목서리 - 망운면목동리 교차로 - 망운우체국 - 목동리 - 망운면사무소
  - 현경면 현경고등학교 - 현경삼거리 - 현경파출소 - 무안현경중학교 - 현경면현화리 교차로 - 현화1교 - 해운리 - 해운보건진료소

- 함평군
  - 함평읍 장교사거리 - 장교리 - 함평읍대덕리 교차로 - 백곡 교차로

## 중첩 구간
- 무안군 청계면 구암삼거리 ~ 청계삼거리 : 국도 제1호선과 중복
- 무안군 청계면 도대리 ~ 망운면 (장재) : 지방도 제825호선과 중복

## 도로명
- 무안군 일로읍 월암 교차로 ~ 청계면 구암삼거리 : 문화로
- 무안군 청계면 구암삼거리 ~ 청계교차로 : 영산로
- 무안군 청계면 청계교차로 ~ 망운면 톱머리 : 청계공항로
- 무안군 망운면 톱머리 ~ 망운면 (장재) : 청운로
- 무안군 망운면 (장재) ~ 현경면 현경삼거리 : 운해로
- 무안군 현경면 현경삼거리 ~ 함평군 함평읍 함평읍대덕리 교차로 : 장군로
- 함평군 함평읍 함평읍대덕리 교차로 ~ 백곡 교차로 : 남일길